# Východofríský racek
Východofríský racek (německy Ostfriesische Möve) je staré německé plemeno slepice.

## Původ plemene
Východofríští rackové byli vyšlechtěni ve Frísku a Vestfálsku. Jsou blízce příbuzní jiným regionálním plemenům - groningenský racek, brakelka a vestfálska nosná slepice.

## Popis

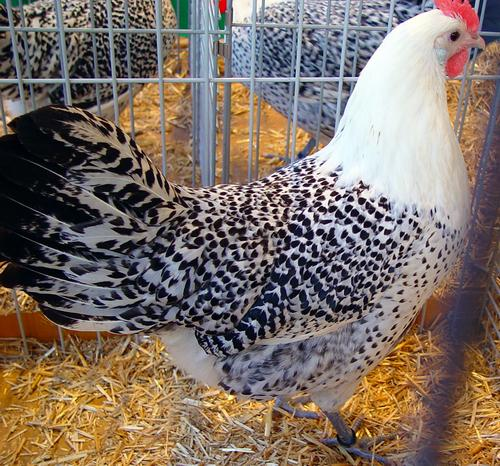
Východofríský racek, stříbrný černě pruhovaný

Východofríští rackové jsou chováni ve 2 barevných rázech: zlatý černě pruhovaný a stříbrný černě pruhovaný. Základní barva je zlatožlutá nebo bílá. Celé tělo je černě tečkované kromě hlavy.
Slepice jsou dobré nosnice, snáší 180 vajec ročně o hmotnosti 55 gramů.